# Teatro Comedia
El Teatro Comedia es uno de los principales teatros de la ciudad de Córdoba y el interior del país. Fue inaugurado en 1913, y tras sufrir un incendio en 2007, se recuperó en 2023.
Actualmente recibe espectáculos musicales y dramáticos, que ofrece de manera gratuita. La propuesta musical incluye principalmente a los elencos estables municipales (Banda Sinfónica Municipal, el Ballet Municipal, el Ensamble Municipal de Música Ciudadana, el Coro Municipal y Orquesta Municipal de Cuerdas) y también presentaciones de jazz, pop, rock, tango y cuarteto.
Por su acústica, iluminación y accesibilidad, es considerado el teatro más moderno de la ciudad. Tiene capacidad para 532 espectadores con butacas móviles, iluminación led y un escenario de tipo italiano de 19 metros de ancho, 12 metros de fondo y 16,5 metros de altura.

## Historia
El teatro nació en 1913, bajo el nombre de Teatro Odeón. Fue fundado por Don Pastor Taboada, cuando el único teatro en la ciudad era el Teatro Rivera Indarte. En 1950, tomó el nombre de La Comedia, que conserva hasta hoy.
En 1952, el empresario Francisco Rivilli se hizo cargo del espacio, primero bajo alquiler y luego lo compró. El nuevo director del Comedia sufrió en los años 70 lo que denominó "impuesto al espectador fantasma", un pago exigido por el gobierno de facto de aquella época, además del acatamiento de una lista negra impuesta por el militar Luciano Benjamín Menéndez, que incluía artistas como Leonardo Favio, Norma Aleandro, Agustín Alezzo, Héctor Alterio, Lidia Lamaison, Pedro Aleandro, Emilio Alfaro y Norman Brisky.

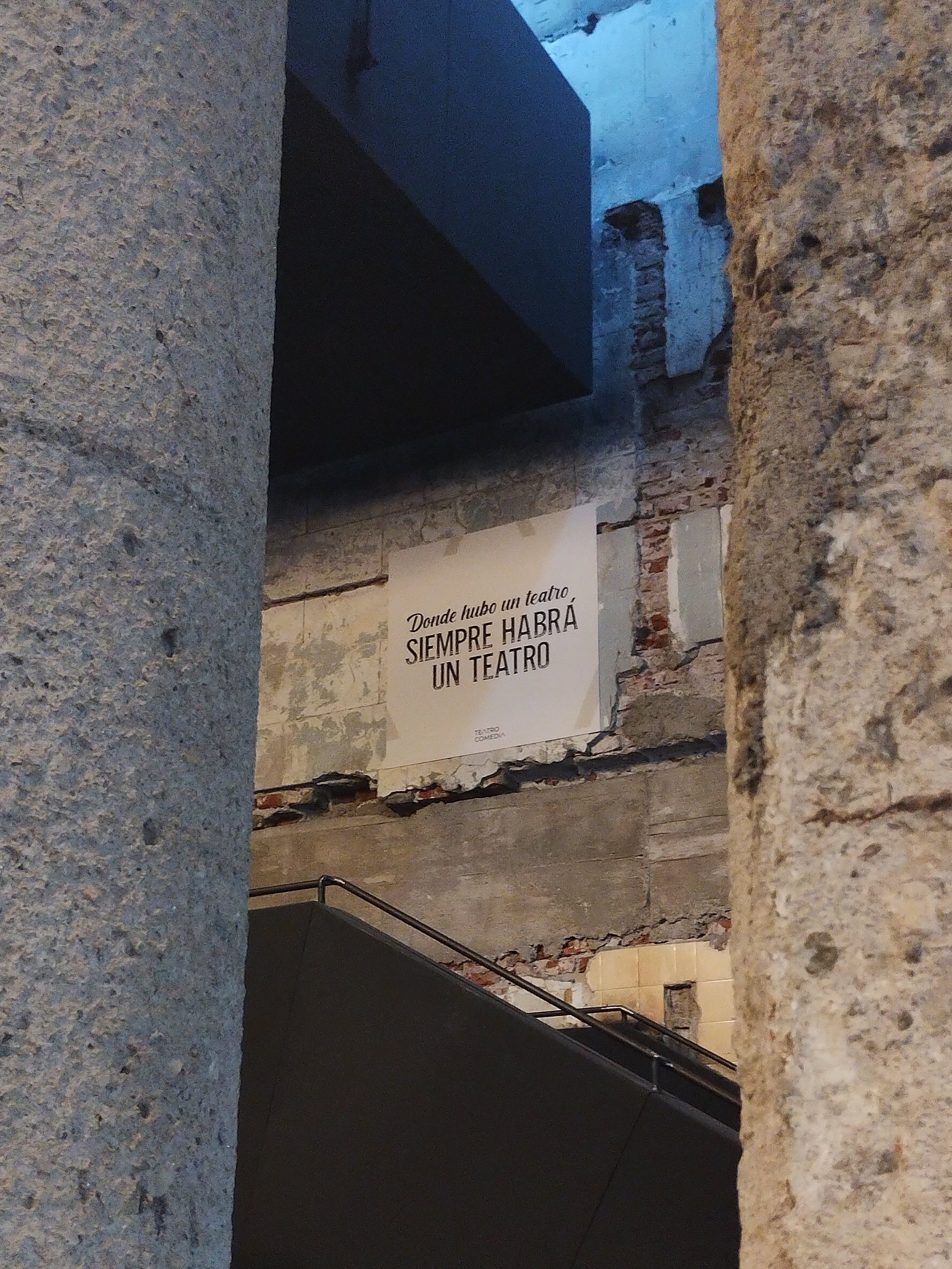
El cartel en el ingreso del Teatro recupera la memoria del incendio de 2007.

A lo largo de su historia, el teatro contó con la presencia de artistas como Pepitito Marrone, Pedro Quartucci, Susana Rinaldi, Pepe Cibrián, Ana María Campoy y Nelly Omar; vedettes como Moria Casán, Zulma Faiad o Amparito Castro; y las estrellas del tango Aníbal Troilo, el “Polaco” Goyeneche, Julio Sosa, Alberto Marino, Mariano Mores y Tita Merello.
Tras una mala década en los años 90, el teatro cerró en 1999. Se presentó un proyecto para convertirlo en un edificio de cocheras, pero finalmente el intendente Luis Juez decidió expropiarlo en 2005. Fue reinaugurado el 12 de octubre de ese año. La madrugada del 28 de junio de 2007, el recinto sufrió un incendio, aparentemente iniciado tras un cortocircuito, que lo dejó prácticamente destruido.
Tras fallidos intentos de recuperación durante 16 años, finalmente el teatro reabrió durante la gestión de Martín Llaryora el 6 de julio de 2023, el día del aniversario de la ciudad. El nuevo teatro cuenta con una capacidad para más de 500 espectadores, un nuevo salón y un espacio de memoria sobre la historia del teatro; además, conserva las paredes originales en recuerdo del incendio. Durante el primer año de actividad, recibió a más de 70 mil personas.